# 黒岩敏幸
黒岩 敏幸（くろいわ としゆき、1969年2月27日 - ）は、日本のスピードスケート選手。群馬県嬬恋村出身。1992年アルベールビルオリンピック500m銀メダリスト。1992年アルベールビルオリンピック・1994年リレハンメルオリンピック・長野と3大会連続でオリンピックに出場した。1990年代を代表する名選手である。

## 出身校・所属
- 群馬県立嬬恋高等学校
- 日本大学文理学部
- ミサワホーム
- 黒岩水道設備

## 略歴
- 1991年、世界スプリント選手権総合3位
- 1992年、アルベールビルオリンピック出場。500mで銀メダルの快挙を成し遂げる
- 1994年、リレハンメルオリンピック出場。1000m 11位
- 1998年、W杯バゼルガディピネ大会500m 2位・1000m 2位。長野オリンピック出場
- 2001年、岩手国体成年500m優勝。全日本スピードスケート距離別選手権大会500m 7位・1000m 5位
- 2002年、富士急コーチ就任
- 2004年、富士急退社
- 2010年、バンクーバーオリンピックでスピードスケート短距離のテレビ解説を担当。男子500mで長島圭一郎、加藤条治がメダルを獲得し、自身が井上純一と共に表彰台へ上がったアルベールビルオリンピック以来のダブル表彰台のレースを現地で目の当たりにした。